# Lofodonto

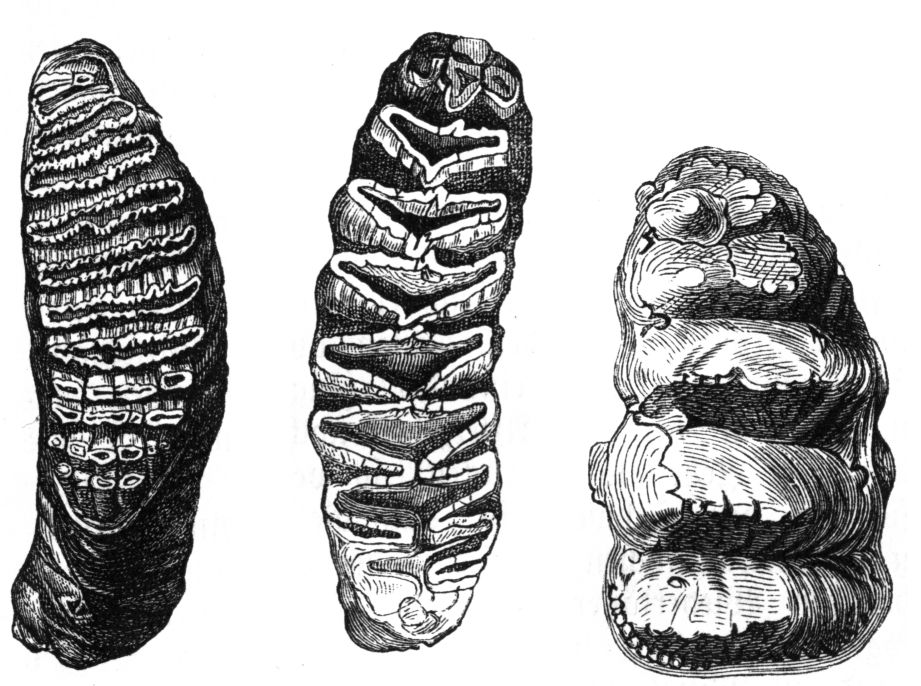
Molares de Elephas, Loxodonta, Mastodon, todos del tipo lofodonto. Se pueden apreciar los lofos curvados.

El término lofodonto o lofodonte hace referencia a la cualidad de aquellas piezas dentarias que tienen la superficie oclusal formada por crestas, conocidas como lofos en los dientes superiores y lófidos en los inferiores. Los lofos unen dos o más cúspides de un molar.
Están presentes en mamíferos herbívoros, pueden presentar patrones desde muy simples como en las ratas topo, o ser un complicado patrón de puentes entrecruzados como en los équidos.

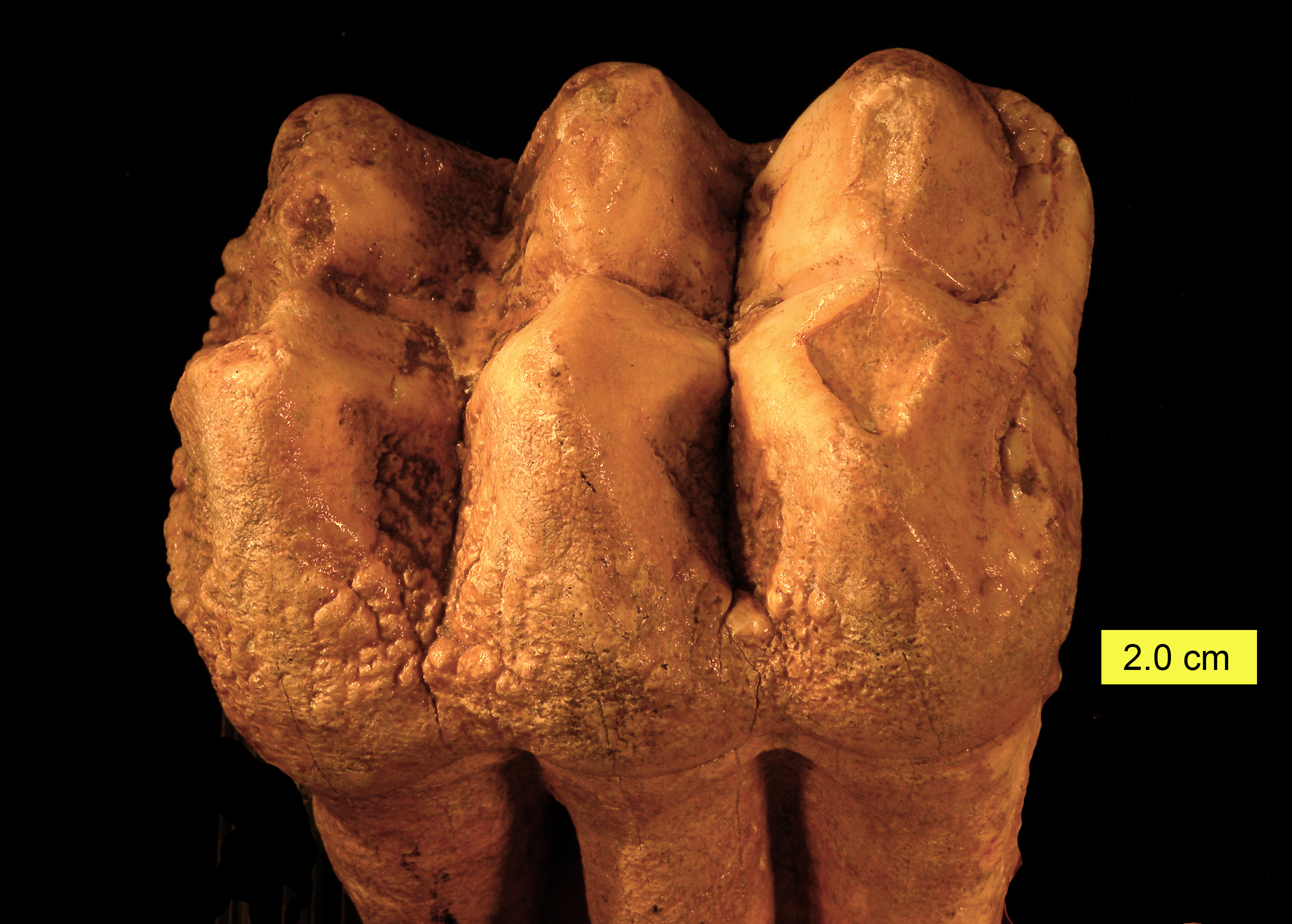
Molar trilofodonto (tres lofos) de Mammut

Cuando los molares tienen solo dos lofos transversales son, comúnmente, llamados bilofodontos y trilofodontos si solo tienen tres.